# Leucotrichia extraordinaria
Leucotrichia extraordinaria is een schietmot uit de
familie Hydroptilidae. De soort komt voor in het Neotropisch gebied.